# 西囎唹郡

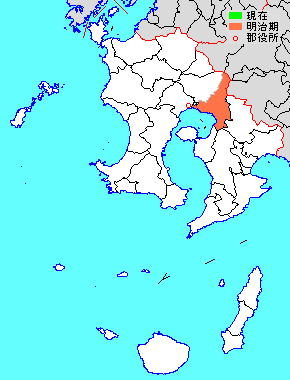
鹿児島県西囎唹郡の位置

西囎唹郡（にしそおぐん）は、鹿児島県にあった郡。

## 郡域
1887年（明治20年）に行政区画として発足した当時の郡域は、下記の区域にあたる。
- 霧島市の一部（国分各町・霧島各町・福山町各町・隼人町小浜・隼人町野久美田・隼人町真孝・隼人町住吉・隼人町小田・隼人町見次・隼人町内山田・隼人町神宮・隼人町内・隼人町姫城・隼人町松永）
- 垂水市の一部（牛根境）

## 歴史

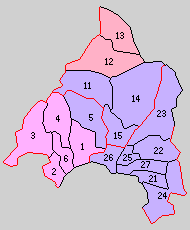
21.敷根村 22.清水村 23.東襲山村 24.福山村 25.国分村 26.西国分村 27.東国分村（紫：霧島市 1 - 6は姶良郡 11 - 15は桑原郡）

### 郡発足までの沿革
- 明治初年時点では全域が薩摩鹿児島藩領であった。「旧高旧領取調帳」に記載されている、囎唹郡のうち後の本郡域の明治初年時点での村は以下の通り[1]。全域が現・霧島市。
  - 敷根郷 - 敷根村[2]、上之段村、湊村
  - 福山郷 - 福山村、福沢村、佳例川村
  - 国分郷 - 下井村、野口村、野久美田村、府中村、松木村、上小川村、新町村、内村、住吉村、真孝村、福島村、小浜村、小田村、内山田村、向花村、川内村、上井村、見次村、小村、浜之市村[3]
  - 清水郷 - 川原村、弟子丸村、山之路村、郡田村、姫城村
  - 襲山郷 - 大窪村、田口村、松永村、川北村、重久村
  - 牛根郷（一部） - 福地村、境村
- 明治4年7月14日（1871年8月29日） - 廃藩置県により鹿児島県の管轄となる。
- 明治2年（1869年） - 襲山郷が桑原郡日当山郷を合併。
- 明治5年（1872年） - 敷根村が分割して麓村・浜町となる。
- 明治12年（1879年）
  - 2月17日 - 郡区町村編制法の鹿児島県での施行により、行政区画としての囎唹郡が発足。「加治木郡役所」が管轄。
  - 襲山郷が分割し、一部（旧・日当山郷）が桑原郡西襲山郷、残部が囎唹郡東襲山郷となる。
- 明治17年（1883年） - 福山村の一部（浦町）が分立して福山浦町となる。

### 郡発足以降の沿革
- 明治20年（1887年）
  - 5月9日 - 囎唹郡のうち上記5郷余の区域をもって西囎唹郡が発足[4]。
  - 福地村の所属が福山郷に変更。
- 明治22年（1889年）4月1日 - 町村制の施行により、各郷に敷根村、清水村、東襲山村、福山村、国分村［国分郷のうち上小川村・向花村・野口村・府中村・新町村・本町[5]・唐仁町[5]］、西国分村［国分郷のうち真孝村・住吉村・浜之市村・野久美田村・小浜村・小田村・内山田村・見次村・内村］、東国分村［国分郷のうち小村・福島村・松木村・上井村・川内村・湊村］が発足。ただし、湊村が東国分村、下井村が敷根村、境村が南大隅郡牛根村のそれぞれ一部となる。
- 明治30年（1897年）4月1日 - 郡制の施行のため、「加治木郡役所」が管轄する姶良郡・桑原郡・西囎唹郡の区域をもって、改めて姶良郡が発足[6]。同日西囎唹郡廃止。